# Provinz Castrovirreyna
Die Provinz Castrovirreyna ist eine von sieben Provinzen der Region Huancavelica im Südwesten von Peru. Die Provinz hat eine Fläche von 3985 km². Beim Zensus 2017 lebten 14.891 Menschen in der Provinz. Im Jahr 1993 lag die Einwohnerzahl bei 19.738, im Jahr 2007 bei 19.500. Die Provinzverwaltung befindet sich in der Kleinstadt Castrovirreyna.

## Geographische Lage
Die Provinz Castrovirreyna liegt etwa 230 km südöstlich der Landeshauptstadt Lima. Sie liegt in der peruanischen Westkordillere. Die Flüsse San Juan und Río Pisco entwässern das Gebiet nach Westen zum Pazifischen Ozean.
Die Längsausdehnung in SW-NO-Richtung beträgt etwa 95 km.
Die Provinz Castrovirreyna grenzt im Nordwesten an die Provinz Yauyos (Region Lima), im Nordosten an die Provinz Huancavelica, im Südosten an die Provinz Huaytará, im Süden an die Provinz Pisco (Region Ica) sowie im Westen an die Provinz Chincha (ebenfalls in der Region Ica).

## Verwaltungsgliederung
Die Provinz Castrovirreyna gliedert sich in 13 Distrikte (Distritos). Der Distrikt Castrovirreyna ist Sitz der Provinzverwaltung.
| Distrikt       | Verwaltungssitz |
| -------------- | --------------- |
| Arma           | Arma            |
| Aurahuá        | Aurahuá         |
| Capillas       | Capillas        |
| Castrovirreyna | Castrovirreyna  |
| Chupamarca     | Chupamarca      |
| Cocas          | Cocas           |
| Huachos        | Huachos         |
| Huamatambo     | Huamatambo      |
| Mollepampa     | Mollepampa      |
| San Juan       | San Juan        |
| Santa Ana      | Santa Ana       |
| Tantara        | Tantara         |
| Ticrapo        | Ticrapo         |